# Goelripsji (stad)
Goelripsji (Georgisch: გულრიფში; Abchazisch: Гәылрыԥшь, Gwylryphsj; Russisch: Гулрыпш, Goelrypsj) is een 'nederzetting met stedelijk karakter' in de Georgische autonome en feitelijk afgescheiden republiek Abchazië. Het is het centrum van het gelijknamige district en bevindt zich aan de Zwarte Zee, ongeveer 12 kilometer ten zuiden van de Abchazische hoofdstad Soechoemi. Tot 1975 heette de plaats Kvemo Goelripsji (Laag Goelripsji).

## Geschiedenis

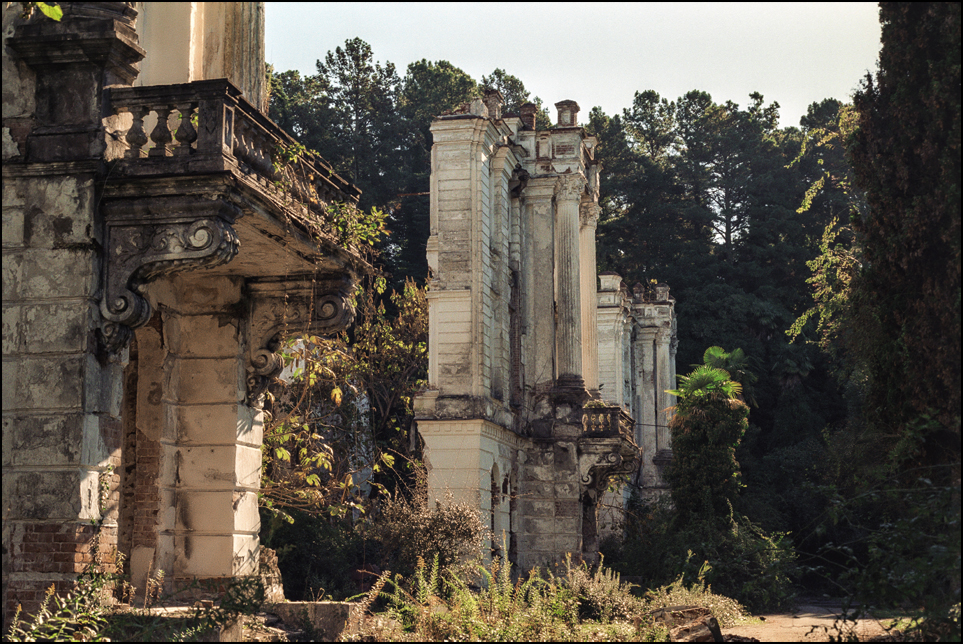
Restanten van het "Witte Gebouw"

De nederzetting Goelripsji werd een prominentere plaats nadat de Russische ondernemer en filantropist Nikolaj Smetskoj in 1895 een landgoed van tweeduizend hectare kocht op drie kilometer van de kust. Hij legde er een subtropisch park aan en in 1900 besloot hij een sanatorium voor tuberculosepatiënten te bouwen. Smetskoj had zich in 1889 in Soechoemi gevestigd en had daar al een arboretum aan laten leggen en was betrokken bij de ontwikkeling van sanatoria. In Goelripsji verschenen met de jaren verschillende grote sanatoria.
Het "Witte Gebouw" opende als eerste in 1902 op een heuvel op 120 meter boven zeeniveau en kon 110 patiënten tegelijkertijd behandelen. In het nabijgelegen Agoedzar, dat binnen Goelripsji valt, verrees in 1905 een sanatorium voor honderd tuberculose patiënten. In 1913 opende het "Rode Gebouw" van vier verdiepingen in Goelripsji telde. Smetskoj gebruikte de ervaring van de twee eerdere sanatoria om het perfecte sanatorium te bouwen. Het kreeg liften en woonkamers op de zuidkant en verschillende aparte veranda's. In 1913 konden ruim 600 patiënten in Goelripsji behandeld worden.
Na de machtsovername van de Sovjets in 1921 werden de sanatoria genationaliseerd en bleven ze functioneren. In 1975 werd Goelripsji gepromoveerd naar 'nederzetting met stedelijk karakter' en veranderde ook de officiële naam van Kvemo (Laag) Goelripsji naar Goelripsji. In de latere Sovjetjaren waren er ook experimentele afdelingen gevestigd van instituten uit Soechoemi, waaronder het proefstation voor subtropische gewassen en het proefstation voor plantenbescherming van het Georgisch Wetenschappelijk Onderzoeksinstituut voor Plantenbescherming. Na het uiteenvallen van de Sovjet-Unie en het uitbreken van het Georgisch-Abchazisch conflict zijn de sanatoria buiten gebruik geraakt en vervallen. 

## Demografie
Op 1 januari 2022 telde het Goelripsji 3.797 inwoners, een lichte daling ten opzichte van de volkstelling van 2011. In de jaren 1990 nam de bevolking van de plaats sterk af door het Georgisch-Abchazisch conflict en het uiteenvallen van de Sovjet-Unie.
De Abchaziërs zijn in Goelripsji volgns de volkstelling van 2011 de grootste bevolkingsgroep (ruim 44%), gevolgd door Russen (27,1%) en Armeniërs (16,3%). De Georgiërs waren gedurende de Sovjet-periode de grootste bevolkingsgroep, maar zij zijn door het Georgisch-Abchazisch conflict voor het grootste deel verdreven. In 1923 woonde er nog een grote Griekse gemeenschap (32,8%).
| Aantal | 561   | 2.831 | 3.363 | 9.487 | 10.697 | 3.575 | 3.910 | 3.797 |  |  |  |  |  |  |
| |       |       |       |       |        |       |       |       |  |  |  |  |  |  |
| Abchaziërs | 0%    | -     | 1,8%  | 2,6%  | 4,1%   | -     | 44,4% | -     |  |  |  |  |  |  |
| Armeniërs | 6,1%  | -     | 9,2%  | 8,5%  | 9,6%   | -     | 16,3% | -     |  |  |  |  |  |  |
| Georgiërs | 54,7% | -     | 48,3% | 33,9% | 38,4   | -     | 5,2%  | -     |  |  |  |  |  |  |
| Russen | 5,7%  | -     | 28,0% | 43,6% | 36,4%  | -     | 27,1% | -     |  |  |  |  |  |  |
| Verantwoording data: 1926-2011. Volkstellingen 2003 en 2011, jaaropgave 1 januari 2022. Noot: De Abchazische cijfers vanaf 1994 worden niet erkend door Georgië. |       |       |       |       |        |       |       |       |  |  |  |  |  |  |

## Vervoer
Goelripsji ligt aan de Georgische S1 / E97, de belangrijkste hoofdroute door Abchazië en verbindt de plaats met Soechoemi en Otsjamtsjire. Net ten noorden van Goelripsji takt de historische Soechoemse militaire weg (route Sh10) af. Deze gaat langs de Matsjara-rivier naar de Kodorivallei en bereikt daar de dorpen Tsjchalta, Sakeni en anderen. Sinds de jaren 1940 is Goelripsji per spoor verbonden met Soechoemi en Otsjamtsjire.